# Амелін Петро Григорович
Петро Григорович Амелін (нар. 1914, селище шахти 29-32, тепер Донецької області — ?) — український радянський діяч, шахтар, машиніст вугільного комбайна «Донбас» шахти № 29 імені Сталіна тресту «Рутченковвугілля» комбінату «Сталінвугілля» Сталінської (Донецької) області. Депутат Верховної Ради СРСР 3-го скликання.

## Життєпис
Трудову діяльність розпочав на шахтах Донбасу.
З серпня 1941 року — в Червоній армії, учасник німецько-радянської війни. Служив командиром відділення радіозв'язку і телефоністом 12-го окремого гвардійського винищувально-протитанкового дивізіону 3-ї гвардійської стрілецької дивізії. Воював на Південному, 4-му Українському, 1-му Прибалтійському та 3-му Білоруському фронтах.
Член ВКП(б) з 1942 року.
На 1950 рік — машиніст вугільного комбайна «Донбас» шахти № 29 імені Сталіна тресту «Рутченковвугілля» комбінату «Сталінвугілля» міста Сталіно (Донецька) Сталінської (Донецької) області. На ділянці № 2 шахти № 29 імені Сталіна тресту «Рутченковвугілля» разом з бригадою, застосовуючи новий метод, зміг добувати комбайном «Донбас» понад 8 тисяч тонн вугілля.

## Нагороди
- орден Червоної Зірки (15.02.1945)
- орден Слави ІІІ ст. (11.05.1944)
- ордени
- медаль «За відвагу» (6.10.1944)
- медалі